# Tomas Plant
Tomas Plant, född 1865, död 1944, var pionjär som officer i Frälsningsarmén i England. William Booths sekreterare, fälttågsledare, sångförfattare och tonsättare.

## Sånger
- Jesu rika kärlek